# النساء في الأفلام الوثائقية
تصف النساء في الأفلام الوثائقية دور النساء كمخرجات وكاتبات وفنانات ومنتجات والعديد من المهن الأخرى المتعلقة بصناعة السينما. أظهرت دراسة أجريت عام 2017 من قبل مركز دراسات المرأة في التليفزيون والسينما التابع لجامعة سان ديايغو أن النساء يشكلن حوالي ثلاثين في المائة من العاملين في صناعة الأفلام الوثائقية في جميع أنحاء العالم. في دراسة منفصلة حول توظيف النساء في صناعة الأفلام مستقلة، وُجد بشكل عام أن عدد الأفلام التي يتم إخراجها من قَبل النساء أقل من عدد الأفلام التي يتم إخراجها بواسطة الرجال وذلك من ناحية عرضها في مهرجانات الأفلام، لكن على النقيض تم عرض نسبة أعلى من الأفلام الوثائقية التي تم إخراجها بواسطة النساء، بنسبة 8 أفلام مقابل 13 فيلما وثائقيا من إخراج الرجال.
وفقاً لدراسة أجرتها مجلة أننبرغ في أكتوبر 2015، فإن نسبة النساء اللتي يعملن في مجال الأفلام الوثائقية في بلاد أخرى غير الولايات المتحدة الأمريكية يقدر بحوالي 40%  مقابل 30% في الولايات المتحدة.
تعرض عالم الأفلام الوثائقية والأوسكار للانتقاد عام 2016 من قِبل محامية الترفيه فيكتوريا كوك، التي علقت قائلة «هناك فكرة خاطئة بشأن فئة الأفلام الوثائقية، حيث أنها أكثر شمولية وأقل تحيزًا للجنس وأقل عنصرية من الفئات الأخرى»، وأشارت إلى فوز اثنتان فقط من صانعي الأفلام الوثائقية بجائزة الأوسكار في فئة الأفلام الوثائقية خلال السنوات العشرين الأخيرة.

## التاريخ
قبل بداية القرن العشرين كانت للمرأة أدوار هامشية في صناعة الأفلام الوثائقية والحركات الوثائقية الرئيسية، حيث كانت أدوارها تقتصر عادة على الأدوار الأقل وضوحا مثل البحث.
تم وصف المخرجة السينمائية الألمانية ليني ريفنستال كرائدة للشكل الحديث للفيلم الوثائقي من خلال فيلمها الدعائي النازي «انتصار الإرادة» عام 1935. كما تم تسمية نساء أخريات، مثل روبي غريرسون وفرانسيس هـ. فلاهيرتي، كرائدات في هذا النوع من الأعمال التي طغى عليها نظيراتها من الذكور وأقاربها.
وقد تم الاستشهاد بصانعي الأفلام الوثائقية الأكثر حداثة مثل صافي فاي وترين ت. مينها، ووصفهما بالنساء المؤثرات في الكتاب الصحفي لجامعة إلينوي «النساء وصناعة الأفلام التجريبية»، حيث ساهمتا في صناعة الأفلام الوثائقية التجريبية التي تتجنب موضوعات الميول الاستعمارية المثيرة للجدل في الكثير من الأفلام الوثائقية والإثنوغرافية.

### الصين
في الصين، تم وصف مجال صناعة الأفلام الوثائقية بالمجال الناشئ حيث أنه «يوفرالموارد الأساسية للمخرجات». وقد ساعد إنشاء دورات دراسية ومهرجانات الأفلام الوثائقية والقنوات التلفزيونية في تايوان على تشجيع صانعي الأفلام و«ساهموا في موجة جديدة من صناعة الأفلام الوثائقية التايوانية»، التي بدورها ساعدت في إنتاج أجيال من صانعات الأفلام المهتمات بتمثيل قضايا النسوية والثقافة المحلية والعادات وتاريخ تايوان.

## قائمة باسماء بعض صانعات الأفلام الوثائقية
- جوليا باتشا
- روث بيكرمان
- زيرو تشو
- باربارا كرانمير
- اوسا جونسون[6]
- جودي ماك
- كاي ماندر
- سيليا ماريوت
- تمارا ميلوسيفيتش
- لورا بويتراس
- ليني ريفنشتال [11]
- جولبارا تولوموشوفا
- ميلا توراجلي
- جاكلين فوف
- روبي يانغ
- مارينا زينوفيتش
- ليديا زيمرمان
- مليحة ذو الفقار